# Gebietsansprüche zwischen Kanada und den Vereinigten Staaten
Die nordamerikanischen Staaten Kanada und Vereinigte Staaten von Amerika erheben seit dem 18. Jahrhundert umstrittene Gebietsansprüche auf Territorien und Gewässer entlang der gemeinsamen Grenze.

## Geschichte
Die Gebietsdispute sind ein Erbe aus dem Amerikanischen Unabhängigkeitskrieg bzw. aus dem Siebenjährigen Krieg, durch die Britisch-Nordamerika in die britischen Kolonien und die Vereinigten Staaten von Amerika getrennt wurde. Im Frieden von Paris (1783), welcher auf den Siebenjährigen Krieg folgte, wurde die Grenze festgelegt. Zu dieser Zeit war jedoch der Westen der heutigen Vereinigten Staaten noch nicht erschlossen, sodass die Grenzziehung bei einigen Gebieten Raum für verschiedene Auslegungen ließ.
Andere Dispute entspringen auslegungsfähigen Formulierungen im Vertrag von St. Petersburg (1825), in dem Russland und Großbritannien die Grenzziehung zwischen ihren nordamerikanischen Gebieten festlegten. Als die Vereinigten Staaten 1867 Alaska von Russland erwarben, erbten sie auch die Grenzziehung von 1825 mit allen Strittigkeiten.
Beide Länder erheben Anspruch auf folgende Gebiete bzw. Gewässer (ausschließlich in Kontinental-Amerika):

## Machias Seal Island/North Rock
Die Inseln Machias Seal Island und North Rock liegen vor der Ostküste zwischen der Provinz New Brunswick (Kanada) und dem Staat Maine (Vereinigte Staaten) im Golf von Maine. Der Disput rührt von zwei widersprüchlichen Grenzvereinbarungen her:
- Im Frieden von Paris (1783) wurden den Vereinigten Staaten im Golf von Maine alle nicht weiter als 20 Seeleugen (60 Seemeilen) vom Gebiet der USA entfernten Inseln zugesprochen, sofern sie nicht zum Territorium von Nova Scotia gehören. Machias Seal Island liegt in dieser Zone.
- In der Landurkunde, mit der 1621 Sir William Alexander das Territorium von Nova Scotia als Siedlungsgebiet für seine erste schottische Kolonie zugesprochen bekam, wurde die Grenze zur damaligen Massachusetts Bay Colony definiert als Linie zwischen der Nordwestspitze der Nova-Scotia-Halbinsel durch die Bay of Fundy bis zur Mündung des St. Croix River sowie alle „Inseln und Gewässer, die nahe oder nicht mehr als sechs Seeleugen“ (18 Seemeilen) von dieser Grenze entfernt liegen.

Der Wortlaut der Urkunde von 1621 ist so vage und unpräzise, auch bezüglich des Startpunktes der besagten Linie, dass je nach Auslegung die Insel entweder dem einen oder dem anderen Territorium zufällt. Der 2,5 Seemeilen nördlich von Machias Seal Island gelegene North Rock ist Bestandteil desselben Disputs.
Als 1979 die beiden Staaten vor den Internationalen Gerichtshof in Den Haag zogen, um eine Regelung der Grenzfrage im Golf von Maine im Bereich der Georges Bank zu erreichen, wurde das Thema Machias Seal Island explizit ausgeklammert, indem man sich auf einen südwestlich der Insel gelegenen Startpunkt für die vom Gericht zu beschließende Grenzziehung einigte. Auf diese Weise klafft seit dem Ende des Verfahrens 1984 de facto eine mehrere Dutzend Kilometer lange Lücke in der maritimen Grenze der beiden Staaten. Mitten in dieser „Grauzone“ liegen Machias Seal Island und North Rock.

## Dixon Entrance

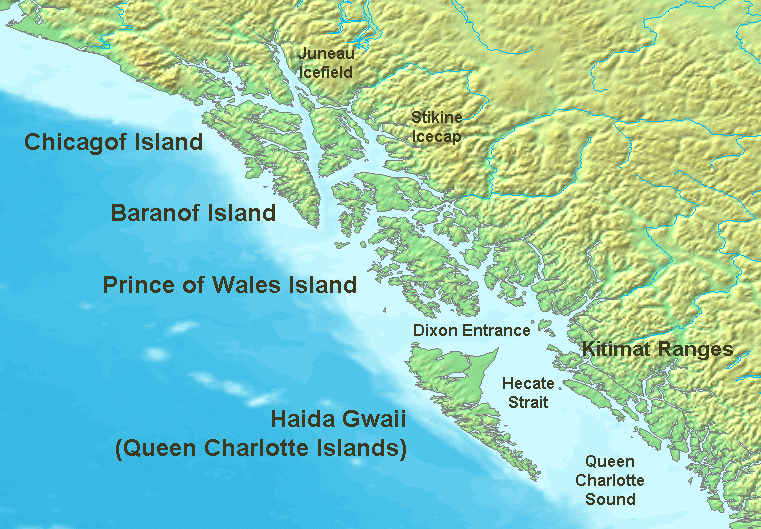
Die Küste im Nordwesten Amerikas – Dixon Entrance befindet sich etwa in der Mitte

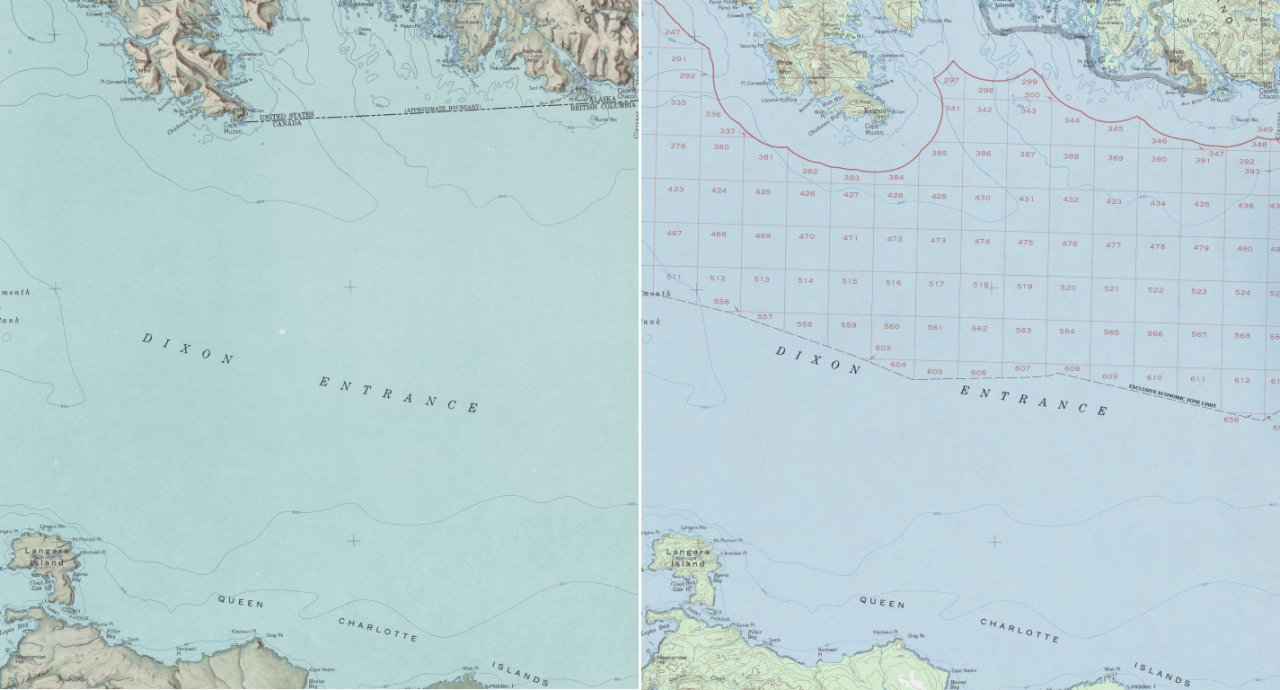
Verlauf der AB-Linie (links) und Auffassung der USA über den maritimen Grenzverlauf (rechts)

Die Dixon Entrance ist ein ca. 50 × 80 km breites Gewässer zwischen dem Alexanderarchipel in Alaska (Vereinigte Staaten) im Norden und der zu der kanadischen Provinz Britisch-Kolumbien gehörenden Inselgruppe Haida Gwaii im Süden.
Die Ursache des heutigen Disputes ist die Grenzziehung zwischen Russisch-Amerika (heute Alaska) und Großbritannien im Vertrag von St. Petersburg (1825). Diese Vereinbarung war unpräzise, jedoch hielt keine der beiden Parteien eine genauere Festlegung für nötig, da die betroffenen Gebiete sehr dünn besiedelt und wirtschaftlich unbedeutend waren.
Erst mit dem Goldrausch am Klondike River in den 1890er Jahren gewann die Region an Bedeutung und erforderte eine genaue Abgrenzung der Hoheitsgebiete, um die Aufteilung von Rohstoffvorkommen vornehmen zu können. In der Folge wurde 1903 eine Untersuchungskommission aus je drei Unterhändlern der USA und Kanada gebildet, um die offenen Fragen über den Grenzverlauf im Alaska Panhandle zu klären. Die Kommission zog hierzu auch die Originalaufzeichnungen des Entdeckers George Vancouver heran, der die Insel- und Fjordlandschaft 1793 erstmals ausführlich erkundet hatte. Man kam überein, die Grenze in gerader Linie von Cape Muzon auf Dall Island (genannt Punkt A im Abschlussbericht) zum Ende des Tongass-Kanals, der zwischen Wales Island und Sitklan Island verläuft, zu legen (Punkt B). Diese sogenannte AB-Linie wurde zum Gegenstand der heutigen Auseinandersetzung.
Die AB-Linie ist die äußerste nördliche Begrenzungslinie der Dixon Entrance, sodass nach dem Schiedsspruch von 1903 die gesamte Wasserstraße Kanada zufallen würde. Dies ist auch die Auffassung der kanadischen Regierung, der zufolge die Grenzfrage seit damals eindeutig geklärt ist. In den Augen der US-amerikanischen Regierung stellt die AB-Linie jedoch nur die Aufteilung der Landflächen dar und ist nicht als festgelegte Seegrenze zu sehen. Diese müsste nach dem im modernen Seevölkerrecht durchaus üblichen Äquidistanzprinzip etwa in der Mitte der Wasserstraße liegen. Tatsächlich ist auf modernen offiziellen US-Landkarten eine einseitig festgelegte „Grenze der Ausschließlichen Wirtschaftszone“ abgebildet, die die Auffassung der Vereinigten Staaten bezüglich des Grenzverlaufs wiedergibt.
Die Zunahme der Nutzung der reichen Fischgründe in diesem Bereich sowie die Erschließung der vermuteten Rohstoffvorkommen hat in letzter Zeit wiederholt zu unmittelbaren Konfrontationen geführt, bei der gegenseitig Fischerboote zeitweise festgesetzt wurden. Der Grenzverlauf in der Dixon Entrance hat darüber hinaus einen entscheidenden Einfluss auf den Verlauf der Grenze der 200-Seemeilen-Wirtschaftszone, die in den letzten Jahren wegen der geplanten Ausbeutung der Rohstoffen an den Kontinentalhängen an Bedeutung gewonnen hat. Der Konflikt wird aktuell noch verschärft durch amerikanische U-Boote, die die Dixon Entrance als Zugang zu einer neu erbauten US-Basis auf Back Island nutzen.

## Beaufortsee
Die Beaufortsee (Beaufort Sea) ist ein maritimes Gewässer zwischen den Nordwest-Territorien (Yukon, Kanada) und Alaska (Vereinigte Staaten).

## Juan-de-Fuca-Straße
Die Juan-de-Fuca-Straße (Strait of Juan de Fuca) ist eine Wasserstraße zwischen British Columbia (Kanada) und Washington (Vereinigte Staaten) in der Region Pazifischer Nordwesten.

## Sonstiges
Die Grenze ist mit 8.891 km die längste nicht militärisch überwachte internationale Territorialgrenze der Welt.